# Министерство лёгкой промышленности Индии
Министерство лёгкой промышленности Индии отвечает за разработку политики, планирование, продвижение экспорта и регулирования текстильной отрасли в Индии. Это касается всех естественных, искусственных и целлюлозных волокон, которые идут на изготовление текстильных изделий, одежды и ремесла. По состоянию на май 2009 года Союз министром текстильной Тиру. 

## Основные функции Министерства
- Текстильная политика и координация
- Промышленность, связанная с искусственными волокнами, пряжей, нитями
- Хлопковая текстильная промышленность
- Джутовая промышленность
- Шелковая промышленность
- Шерстяная промышленность
- Децентрализованный сектор мощных ткацких станков
- Содействие экспорту
- Планирование и экономического анализа